# Kortehemmen
Kortehemmen est un village situé dans la commune néerlandaise de Smallingerland, dans la province de la Frise. Son nom en frison est Koartehimmen. Le 1er janvier 2008, le village comptait 183 habitants.